# Golfo de la Gonâve

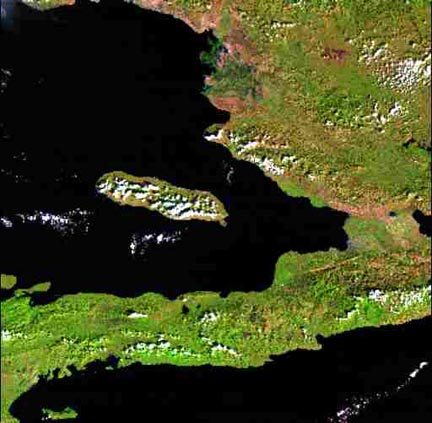
Imagem de satélite do golfo de Gonâve. No centro da imagem vê-se a ilha de la Gonâve.

O golfo de la Gonâve (ou golfo de Gonâve) é o maior golfo do Haiti, formando toda a sua costa ocidental.
É limitado por duas penínsulas, a do sul (península de Tiburon) e a de nordeste. Terminam respetivamente nos cabos Tiburon e Foux.
A capital do Haiti, Port-au-Prince, fica na costa deste golfo, tal como as maiores cidades do Haiti: Gonaïves, Saint-Marc, Miragoâne, e Jérémie.
O golfo tem várias ilhas, entre as quais se destacam as Cayemites, e a ilha de la Gonâve, a maior à escala nacional, que está rodeada por dois braços de mar, o canal de Gonâve a sul, e o de Saint-Marcal a norte.
O mais longo rio da ilha, o Artibonite, desagua também neste golfo.